# Гращенков, Юрий Григорьевич
Юрий Григорьевич Гращенков (11 июля 1945 — 26 января 2022) — российский дипломат.

## Биография
Окончил МГИМО МИД СССР (1974). На дипломатической работе с 1974 года. Владеет французским, кхмерским и английским языками.
- В 1992—1995 годах — советник, старший советник Департамента – Исполнительного секретариата МИД России.
- В 1995—1996 годах — заведующий отделом, заместитель директора Четвёртого департамента Азии МИД России.
- В 1996—1999 годах — заместитель директора Четвёртого департамента стран СНГ МИД России.
- В 1999—2002 годах — генеральный консул России в Хошимине (Вьетнам).
- С декабря 2002 по июнь 2008 года — главный советник Четвёртого департамента стран СНГ МИД России.
- С 30 июня 2008  по 31 мая 2013 года — чрезвычайный и полномочный посол России в Бенине и Того по совместительству[1][2][3].

## Дипломатический ранг
- Чрезвычайный и полномочный посланник 2 класса (30 декабря 1996)[4].